# Metro van Madrid

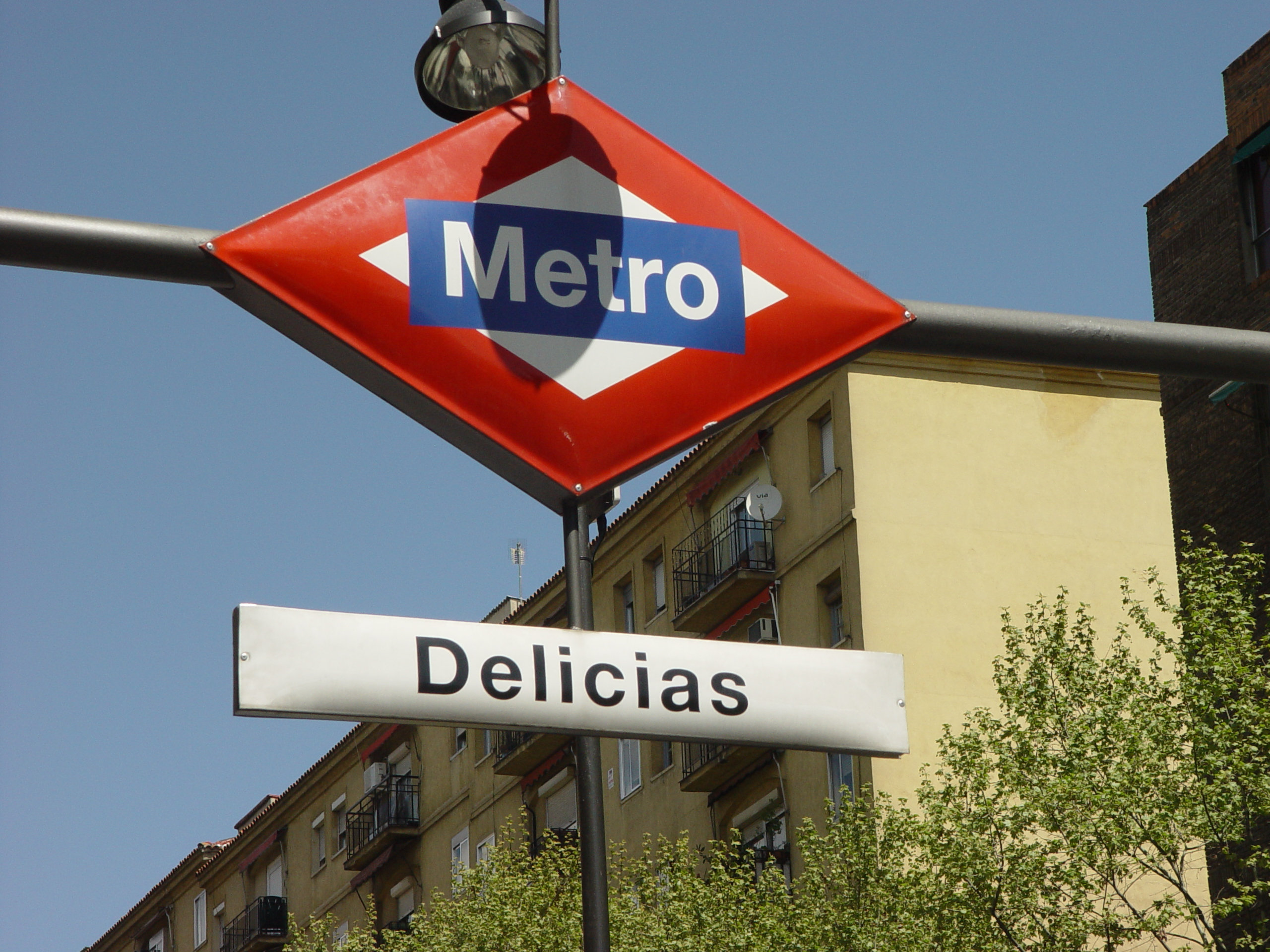

De Metro van Madrid (Spaans: Metro de Madrid) is de belangrijkste vorm van openbaar vervoer in de hoofdstad van Spanje. Op 17 oktober 1919 opende Koning Alfons XIII de eerste lijn. Anno 2024 heeft Madrid een metronetwerk met een lengte van 294 kilometer en 302 stations. De exploitant is Consorcio Regional de Transportes de Madrid (CTM).
Net als bij de Londense metro en de Berlijnse metro zijn de lijnen onder te verdelen in smal- en breedprofiellijnen. Op de lijnen 1 t/m 5 en de Ramallijn doen voertuigen van 2,30 meter breed dienst. Op de lijnen 6 t/m 12 doen voertuigen met een breedte van 2,80 meter dienst. De lijnen 1, 4, 5, 6 en 9 zijn geëlektrificeerd met 600 volt, de metro Ligero met 750 volt en de overige lijnen met 1500 volt allemaal via bovenleiding. Deze bovenleiding heeft in de tunnels de vorm van een hangende derde rail. Alle metro's in Madrid rijden over sporen met de uitzonderlijke spoorwijdte van 1445 millimeter. De metro Ligero heeft normaalspoor en rijdt, in tegenstelling tot de metro die links rijdt, rechts.
Vrijwel het gehele net is ondergronds gelegen. Alleen op de oostelijke uitloper van lijn 9 van even voor het station San Cipriano tot het eindstation Arganda del Rey wordt bovengronds gereden, alhoewel het laatst genoemde station zelf ondergronds ligt. Ook op lijn 10 wordt van even voor het station Lago tot even na het station Batán in het zuiden van de stad bovengronds gereden.
Lijn 7, 9 en 10 worden niet doorgaand geëxploiteerd maar op de oostelijke tak van lijn 7 en 9 en op de noordelijke tak van lijn 10 dient men over te stappen op de pendellijnen 7B, 9B of 10B die aan de andere zijde van het perron klaar staat waarna de trein weer terugkeert. Op lijn 9 gebeurt dit op het station Vicálvaro, bij lijn 7 op het station Estadio Olimpico, en bij lijn 10 op het station Tres Olivos. De treinen van de pendellijnen 7B, 9B en 10B zijn een stuk korter en daarmee voorkomt men dat de lange treinen van de hoofdlijn onderbezet op de uitlopers doorrijden. Behalve voor de lijn 10 zijn de overstapstations gelegen bij de zonetariefgrens tussen de A en B zones. Lijn 11 is een zijtak naar La Fortuna en sluit aan op ringlijn 6. Lijn 11 wordt verlengd van Plaza Eliptica tot Conde de Casal met haltes in Palos de la Frontera (lijn 3) en Atocha Renfe (lijn 1 en spoorstation). Lijn 12, ook MetroSur genoemd, is de zuidelijke ringlijn en sluit aan op lijn 10.
De treinen hebben vrijwel allemaal langsbanken. Het nieuwste materieel is volledig doorloopbaar en bestaat uit 6 rijtuigen.
Ook rijdt er nog ouder materieel dat uit afgesloten bakken bestaat en voor een deel ook dwarsbanken heeft. Het materieel is gebouwd door Alsthom en Construcciones y Auxiliar de Ferrocarriles.

## Metro ligero (sneltram)

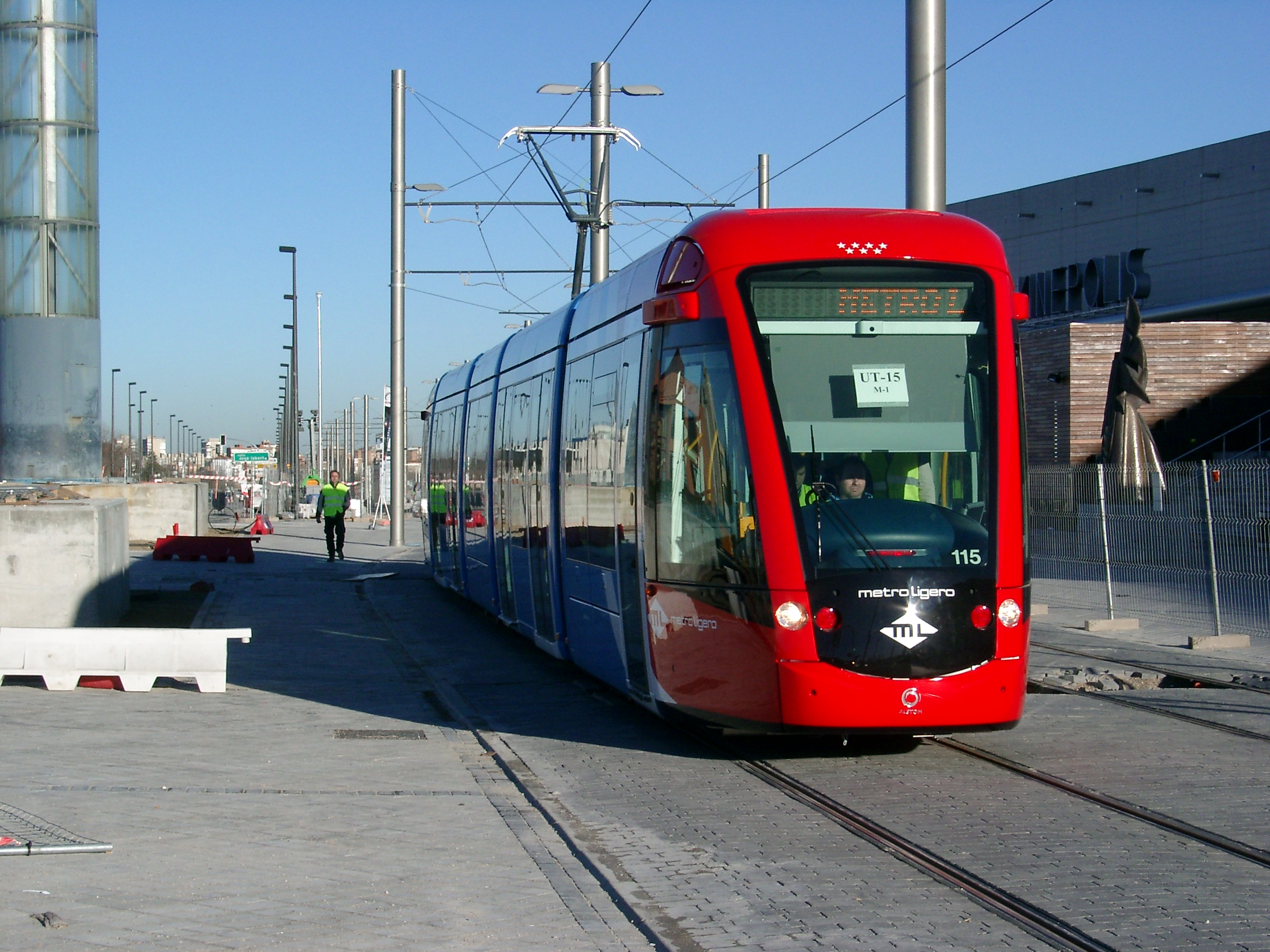
Nieuwe Madrileense tram tijdens proefritten, februari 2007

Naast de metro rijdt er sinds april 2007 ook een Metro Ligero (Light Rail). Maar in feite gaat het hier om deels ondergrondse sneltramlijnen (premetro). Metro Ligero kan niet tot de echte metro gerekend worden, want het is niet volledig gescheiden van het wegverkeer (gelijkvloerse kruisingen). Er rijden dan ook Citadistrams. Desondanks wordt metro Ligero als onderdeel van metrobedrijf gezien. Verwarrend hierbij is dat de lijnnummers 1-4 ook gebruikt worden door de metro, bus en Cercanías welke laatste een C voor het nummer voert.
- ML-1: Pinar de Chamartín-Las Tablas (5,4 km, 9 haltes/stations)
- ML-2: Colonia Jardín-Aravaca (8,7 km, 13 haltes/stations)
- ML-3: Colonia Jardín-Boadilla del Monte (13,7 km, 14 haltes/stations)

De eerste trams zijn in het voorjaar van 2007 gaan rijden. Hiermee zijn de trams na een afwezigheid van 35 jaar in Madrid teruggekeerd. Op alle trajecten liggen groefrails in beton en de bovenleiding is enkelvoudig uitgevoerd met masten in het midden. Op een aantal plaatsen zijn scherpe bogen aanwezig die met maximaal 20 kilometer mogen worden bereden.
Lijn 1 rijdt voor het grootste gedeelte in een tunnel terwijl lijn 2 en 3 ook een aantal tunnels hebben. Lijn 4 heeft één kleine tunnel.
Lijn 1 rijdt in het noorden van de stad en is niet verbonden met de lijnen 2 en 3 die in het westen van de stad rijden. 
De trams van lijn 1 worden in de tunnel gestald. Lijn 3 heeft het karakter van een interlokale tram en rijdt een groot stuk door onbebouwd gebied terwijl lijn 2 geheel binnen stedelijk gebied rijdt. Lijn 2 en 3 hebben een gezamenlijke remise. Lijn 4 in Parla is niet verbonden met de lijnen 2 en 3 en heeft ook een eigen remise in Parla.
De frequentie is vergeleken met de metro laag. In de avonduren en het weekeinde wordt op de lijnen slechts om de 15, 20 of 30 minuten gereden.

## Cercanías
Vele stations van de Madrileense metro staan in verbinding met het regionale netwerk Cercanías.

## Lijnen

Het metronet bestaat in 2013 uit 13 lijnen en is 324 kilometer lang. De kortste lijn is lijn R die maar 2 stations kent. De langste lijn is lijn 12 terwijl lijn 1 de meeste stations heeft. In het centrum is de afstand tussen de stations kleiner dan in de buitenwijken. Diverse lijnen zijn na 2000 verlengd en zowel de lengte van het net als het aantal stations is flink toegenomen.
| Lijn | Begin- en eindpunt                                   | Opening | Lengte  | Stations |
| ---- | ---------------------------------------------------- | ------- | ------- | -------- |
| 01   | Pinar de Chamartín - Valdecarros                     | 1919    | 23,8 km | 33       |
| 02   | Las Rosas - Cuatro Caminos                           | 1924    | 14 km   | 20       |
| 03   | Villaverde Alto - Moncloa                            | 1936    | 16,5 km | 18       |
| 04   | Argüelles - Pinar de Chamartín                       | 1932    | 16 km   | 23       |
| 05   | Almeda de Osuna - Casa de Campo                      | 1961    | 23,2 km | 32       |
| 06   | Circular (ringlijn)                                  | 1979    | 23,5 km | 28       |
| 07   | Hospital del Henares - Estadio Metropolitano - Pitis | 1974    | 32,9 km | 30       |
| 08   | Nuevos Ministerios - Aeropuerto T4                   | 1998    | 16,5 km | 8        |
| 09   | Mirasierra - Puerta de Arganda - Arganda del Rey     | 1980    | 39,5 km | 28       |
| 10   | Hospital del Norte - Tres Olivos - Puerta del Sur    | 1961    | 30,5 km | 31       |
| 11   | Plaza Elíptica - La Fortuna                          | 1998    | 8,5 km  | 7        |
| 12   | MetroSur (ringlijn)                                  | 2003    | 40,6 km | 27       |
| 13   | Ramál (zijtak) Ópera - Príncipe Pío                  | 1925    | 1,1 km  | 2        |